# Light from Above
Light from Above è l'album di debutto dei Black Tide. Fu prodotto da Johnny K e venne pubblicato il 18 marzo 2008. Il cantante Gabriel Garcia durante le registrazioni aveva solo 14 anni, e anche gli altri membri non avevano ancora compiuto i 20 anni. Da quest'album furono estratti e pubblicati tre singoli: Shockwave, Warriors of Time, e Shout. Di Shockwave fecero due video musicali. Inoltre è presente una cover dei Metallica, Hit the Lights, tratta dall'album debutto Kill 'Em All.

## Tracce
1. Shockwave – 3:38
2. Shout – 3:25
3. Warriors of Time – 5:53
4. Give Me a Chance – 3:34
5. Let Me – 3:30
6. Show Me the Way – 3:59
7. Enterprise – 4:31
8. Live Fast Die Young – 3:01
9. Hit the Lights – 3:42 – Cover dei Metallica
10. Black Abyss – 4:06
11. Light from Above – 5:46

### UK Bonus Tracks
1. Black Widow – 3:48

### iTunes Bonus Tracks
1. Again – 3:18

### Hot Topic Bonus Tracks
1. Rise – 2:46

## Il Tour
In supporto dell'album, la band fece un tour da luglio 2007 fino ad aprile 2011, facendo 341 concerti per il mondo, partecipando a vari festival. Inoltre aprirono per gli Iron Maiden, Avenged Sevenfold, Bullet for My Valentine, Trivium. L'ultimo concerto fu il 19 aprile a Los Angeles.

## Formazione
- Gabriel Garcia – voce, chitarra solista
- Alex Nuñez – chitarra ritmica
- Zakk Sandler – basso, cori
- Steven Spence – batteria